# Újtikos
Újtikos je vas na Madžarskem, ki upravno spada pod podregijo Polgári Županije Hajdú-Bihar.